# Vittoria Baldino
Vittoria Baldino (Rossano, 28 maggio 1988) è una politica italiana, dal 23 marzo 2018 deputata alla Camera per il Movimento 5 Stelle, del cui gruppo parlamentare è vice-capogruppo vicario dal 18 ottobre 2022.

## Biografia
Nata il 28 maggio 1988 a Rossano, in provincia di Cosenza, si è laureata in giurisprudenza con 105/110 presso l'Università la Sapienza di Roma con una tesi in scienza delle finanze.
Dal 2016 svolge la professione di avvocato iscritto al foro di Roma, ed è specializzata in diritto amministrativo e urbanistico.

## Attività politica

### Gli inizi nel M5S
Attivista del Movimento 5 Stelle (M5S) dal 2012, ha partecipato alle attività del meet-up del IV Municipio di Roma e nel 2017 ha collaborato, nel ruolo di consulente di supporto, con l'assessorato al Patrimonio e alle Politiche Abitative del comune di Roma.
Ha partecipato attivamente alla campagna elettorale per il "No" al referendum del 2016 sulla riforma costituzionale Renzi-Boschi.

### Elezione a deputata
Alle elezioni politiche del 2018 viene candidata alla Camera dei deputati, tra le liste del M5S, nella circoscrizione Lazio 1, ed eletta deputata.
Durante la XVIII legislatura della Repubblica è stata membro e capogruppo M5S della 1ª Commissione Affari costituzionali, della Presidenza del consiglio e interni, componente della Commissione parlamentare per la semplificazione nel 2018 e della Commissione parlamentare antimafia dal 2018 al 2021.
Al referendum costituzionale sulla riduzione del numero dei parlamentari, che concludeva un iter di riforma costituzionale avviati dal primo governo Conte (formato dal Movimento 5 Stelle e dalla Lega) e concluso dal secondo governo Conte (guidato dalla coalizione tra M5S e Partito Democratico). s'impegna a promuovere l'approvazione del "Sì", affermando che la «riduzione porterà più efficienza nei lavori parlamentari».
Il 10 dicembre 2021 diventa coordinatrice del Comitato tematico per le Politiche giovanili del Movimento 5 Stelle.

### Vice-capogruppo M5S alla Camera
Alle elezioni politiche anticipate del 2022 viene ricandidata alla Camera per il Movimento 5 Stelle nel collegio uninominale Calabria - 01 (Corigliano-Rossano), dove ottiene il 35,25% dei voti ma viene superata dal 38,12% ottenuto da Domenico Furgiuele, candidato del centro-destra in quota Lega. Viene comunque eletta deputata, per effetto della candidatura come capolista nel collegio plurinominale Calabria - 01.
Nella XIX legislatura della Repubblica è segretaria della 4ª Commissione Difesa e vice-capogruppo vicario del gruppo parlamentare M5S alla Camera.